# Милош Јевтић
Милош Јевтић (Горња Буковица, 30. септембар 1936) српски је новинар, књижевник и публициста. Објавио је преко 200 књига.

## Биографија
Рођен је 30. септембра 1936. године у Горњој Буковици, крај Ваљева, у учитељској породици.
Основну школу учио је у Горњој Буковици и Врагочаници а гимназију у Каменици и Ваљеву, где је 1954. матурирао. Књижевност је дипломирао на Филозофском факултету Универзитета у Београду.
Радио је најпре у Културно-просветном већу Југославије. Касније је био, прво, секретар Културно-просветне заједнице Београда, а потом Културно-просветне заједнице Србије. У Радио Београду је радио од 1974. до 2001, године, када је пензионисан.
Јевтић је аутор дуговечне емисије „Гост Другог програма” Радио Београда и колекције „Одговори” коју чине више од 200 књига.
За новинарски рад, Јевтић је добио Октобарску награду града Београда, Вукову награду, Златни беочуг и награде РТВ Београд и Удружења новинара Србије за животно дело.